# Скоропись, Владимир Георгиевич
Владимир Георгиевич Скоропись (25 октября 1940, Ош — 2 октября 2014, Бишкек) — советский и киргизский актёр театра и кино, Народный артист Республики Киргизия (1994).

## Биография
После окончания театральной студии при Дворце пионеров в городе Фрунзе (1956) был принят в Русский театр драмы, в котором проработал всю жизнь. Сыграл более 100 ролей. Директор театра в 1985—1986, 1997—2000, 2007 годах. Был режиссёром-постановщиком нескольких спектаклей.
Снимался в фильмах «Мужчины без женщин» Альгимантаса Видугириса (1981) и «Воскресные прогулки» Ивана Дыховичного (1987).
С 2007 года — на пенсии.
Умер 2 октября 2014 года после продолжительной болезни.

## Личная жизнь
- Жена — Наталья Николаевна Ильченко, заслуженная артистка Киргизии.
- Дочь — Елена Владимировна Панкратова.

## Награды и звания
- Заслуженный артист Киргизской ССР (1983)
- Народный артист Республики Киргизия (1994)
- Орден «Манас» III степени (2005)[1]

## Театральные работы
- Егор Полушкин — «Не стреляйте в белых лебедей»
- Ванюшин — «Дети Ванюшина»
- Присыпкин — «Клоп»

## Фильмография
- 1981 — Мужчины без женщин (Семён)
- 1987 — Воскресные прогулки

## Режиссёрские работы
- «Тайна, унесённая Чингисханом» М. Шаханов
- «Кадриль» В. Гуркин
- «Изобретательная влюбленная» Лопе де Вега
- «Развод по-французски» Ф. Кампо